# Institutional Network of the Universities from the Capitals of Europe
Institutional Network of the Universities from the Capitals of Europe (in italiano: rete istituzionale delle università dalle Capitali d'Europa), conosciuta anche come UNICA, è una rete di quarantuno università che hanno sede nelle capitali europee.

## Storia
Venne fondato nel 1990 su iniziativa dell'Université Libre di Bruxelles. Lo scopo del network è di promuovere l'eccellenza accademica, l'integrazione e la cooperazione tra le sue università appartenenti.

## Membri
Elenco dal sito ufficiale:
 Albania
- Università di Tirana
- Politecnico di Tirana

 Austria
- Università di Vienna

 Belgio
- Université Libre de Bruxelles
- Vrije Universiteit Brussel

 Bulgaria
- Università di Sofia

 Croazia
- Università di Zagabria

 Cipro
- Università di Cipro

 Rep. Ceca
- Università Carolina

 Danimarca
- Università di Copenaghen

 Estonia
- Università di Tallinn
- Università tecnica di Tallinn

 Finlandia
- Università di Helsinki

 Francia
- Università di Parigi III Sorbonne Nouvelle
- Sorbonne Université
- Università Paris-Dauphine

 Germania
- Freie Universität Berlin
- Humboldt-Universität zu Berlin

 Grecia
- Università nazionale capodistriana di Atene

 Ungheria
- Università Loránd Eötvös

 Irlanda
- University College Dublin

 Italia
- Sapienza - Università di Roma
- Università degli Studi di Roma Tor Vergata
- Università degli Studi Roma Tre

 Lettonia
- Università di Lettonia

 Lituania
- Università di Vilnius

 Macedonia del Nord
- Università Santi Cirillo e Metodio di Skopje

 Paesi Bassi
- Università di Amsterdam

 Norvegia
- Università di Oslo

 Polonia
- Università di Varsavia

 Portogallo
- Università di Lisbona
- Nuova Università di Lisbona

 Romania
- Università di Bucarest

 Russia
- Università statale di Mosca

 Slovacchia
- Università Comenio di Bratislava

 Slovenia
- Università di Lubiana

' Spagna
- Università Autonoma di Madrid
- Universidad Complutense de Madrid

 Svezia
- Università di Stoccolma

 Svizzera
- Université de Lausanne

 Regno Unito
- University College London